# The Pity of It
The Pity of It est un film muet américain réalisé par Colin Campbell et sorti en 1912.

## Fiche technique
- Réalisation : Colin Campbell
- Scénario : Colin Campbell
- Production : William Nicholas Selig
- Date de sortie :  États-Unis : 26 septembre 1912

## Distribution
- Tom Santschi : Tom Norton
- Eugenie Besserer : Mrs Tom Norton
- Lillian Hayward : la sœur de Tom
- Al Ernest Garcia
- Frank Richardson
- Wheeler Oakman
- Bessie Eyton : Sunshine
- Fernando Gálvez